# Мартинюк Василь Васильович
Васи́ль Васи́льович Мартиню́к (22 листопада 1990 — 14 серпня 2014) — солдат Збройних сил України, учасник російсько-української війни.

## Життєвий шлях
Народився 1990 року в місті Рахів (Закарпатська область). Навчався в ЗОШ № 2 Рахова до 2008 року, 2009-го пішов у ЗСУ на строкову службу. 2010-го, демобілізувавшись з частини зенітно-ракетних військ (Одеса), повернувся додому.
З 2011-го служив за контрактом. Солдат, навідник танка 24-ї окремої механізованої бригади (Яворів).
Загинув внаслідок артилерійського обстрілу, який вели російські терористи в бою під Лутугиним. Тоді ж полягли капітан Бондаренко Валерій Миколайович, лейтенант Рильський Владислав Олександрович та солдат Романович Михайло Михайлович.
Без Василя лишились батьки, брат, сестра.
Похований у місті Рахів 20 серпня 2014 року.

## Нагороди та вшанування
За особисту мужність і героїзм, виявлені у захисті державного суверенітету та територіальної цілісності України, вірність військовій присязі під час російсько-української війни, відзначений — нагороджений
- орденом «За мужність» III ступеня (14.3.2015, посмертно)
- Почесний громадянин Рахова (посмертно)[1]
- Його портрет розміщений на меморіалі «Стіна пам'яті полеглих за Україну» у Києві: секція 2, ряд 6, місце 35.
- Вшановується 14 серпня на щоденному ранковому церемоніалі вшанування українських захисників, які загинули цього дня у різні роки внаслідок російської збройної агресії[2].
- 29 травня 2015 року на фасаді будівлі рахівської загальноосвітньої школи № 2 йому встановлено меморіальну дошку.